# Gould (Arkansas)
Gould è una città degli Stati Uniti d'America situata nello Stato dell'Arkansas, nella Contea di Lincoln.